# 田代有紀
田代 有紀（たしろ ゆき、12月4日 - ）は、日本の女性声優。ぷろだくしょんバオバブ所属。群馬県出身。

## 出演作品

### テレビアニメ
2006年
- NIGHT HEAD GENESIS（典子）
- 夢使い（OL2）

2007年
- 古代王者 恐竜キング Dキッズ・アドベンチャー（ジョン）

2008年
- 一騎当千Great Guardians（男の子B）
- スキップ・ビート!（OL）
- 逮捕しちゃうぞフルスロットル（レポーター）
- モノクローム・ファクター（メイド）
- ヤッターマン（第2作）（アナウンサー、ステージママA、女性、みの少年時代、ギャル、女性客、女、部員、女子生徒　他）

2009年
- ティアーズ・トゥ・ティアラ（エリル）

2013年
- DIABOLIK LOVERS（クリスタ）

### OVA
2008年
- ルパン三世 GREEN vs RED（美女A）

### ゲーム
2002年
- メタルウルフ（ラリサ）

2004年
- THE 推理～そして誰もいなくなった～（南ちゃん）

2006年
- メタルウルフREV（ラリサ）

2008年
- イナズマイレブン（原野徹）

2009年
- セイクリッドブレイズ -SACRED BLAZE-（使い魔（ネコ））
- 桃色大戦ぱいろん（弦乃蒼依）

2012年
- DIABOLIK LOVERS（クリスタ）

### 吹き替え

#### 実写
- WITHOUT A TRACE/FBI 失踪者を追え!3 #1
- ウォルト・ディズニーのサンタクローズ3/クリスマス大決戦!
- カシミアマフィア
- 太王四神記 #1
- ダメージ
- デスパレートな妻たち3 #8
- CSI：7 科学捜査班 ＃17
- CSI：ニューヨーク3 #8
- スターシップ・トゥルーパーズ3
- ハイスクール・ウルフ（ステイシーの友達）
- HAWAII FIVE-0（スージー）
- HEROES/ヒーローズ（クレア・ベネット）
- フランドル
- ホートン/ふしぎな世界のダレダーレ
- ミディアム3 霊能者アリソン・デュボア#10、14
- ラスト サムライ
- 臨死
- レッド・ドラゴン
- 恋愛時代（ハン・ジョンファ、ウンソル）

#### アニメ
- ピーター・コットンテール 幸せを運ぶウサギ（ドナ）
- マジック・スクール・バス

### ドラマCD
- 灼熱の太陽と砂塵の嵐（ルトフィー）
- 純愛エゴイスト 2（女子大生）
- 攣愛感情－二重螺旋3－（女子生徒）
- ぼくらの裁判員物語
- ラブルートゼロ（安達秋、田淵菜穂子）
- ワルイコトシタイ（女子生徒）